# Église Saint-Florent de Niort
L'église Saint-Florent est une église catholique de Niort, dans les Deux-Sèvres. Dédiée à saint Florent, elle dépend pour le culte du diocèse de Poitiers. Elle se trouve rue Camille-Desmoulins, au sud de la ville, dans un quartier intégré à la commune en 1969, l'ancienne commune de Saint-Florent.

## Histoire
Un cimetière a été découvert à proximité de l'église lors de fouilles effectuées en 2015. Les tombes datent du IXe siècle (époque de la construction d'une ancienne église, le lieu étant christianisé depuis le Ve siècle au moins) au XIIe siècle. Une nouvelle église est construite aux XIe – XIIe siècles.

## Description
L'église d'architecture romane, du XIe – XIIe siècles, présente une façade aveugle avec une porte en plein cintre ; l'extérieur est sans aucune décoration si ce n'est quatre petites sculptures mérovingiennes en méplat incrustées dans la pierre. Fort anciennes, elles proviennent d'une église antérieure, sans doute d'origine mérovingienne ou carolingienne. De facture plutôt grossières, elle représenteraient saint Florent, un couple et peut-être l'Annonciation et la Visitation. La façade est surplombée d'un bretèche-clocher, d'époque gothique, à deux cloches. La toiture est en bâtière.
L'édifice qui est à nef unique se prolonge par un chœur à chevet plat refait à l'époque gothique. La restauration de l'intérieur de l'église a ôté toute décoration antérieure et laissé les pierres à nu. Le plafond bas, refait récemment, cache désormais les voûtes. On remarque à droite un petit bas-relief d'un christ nimbé, assez primitif et de la même facture que les sculptures extérieures. Le seul vitrail, en verre éclaté, se trouve au fond du chœur dans une baie à arc brisé. Daté des années 1960, il représente une Vierge de la Nativité.